# Freulleville
Freulleville é uma comuna francesa na região administrativa da Normandia, no departamento de Sena Marítimo. Estende-se por uma área de 11 km². Em 2010 a comuna tinha 366 habitantes (densidade: 33,3 hab./km²).